# Nesslau
Nesslau (toponimo tedesco) è un comune svizzero di 3 611 abitanti del Canton San Gallo, nel distretto del Toggenburgo.

## Storia

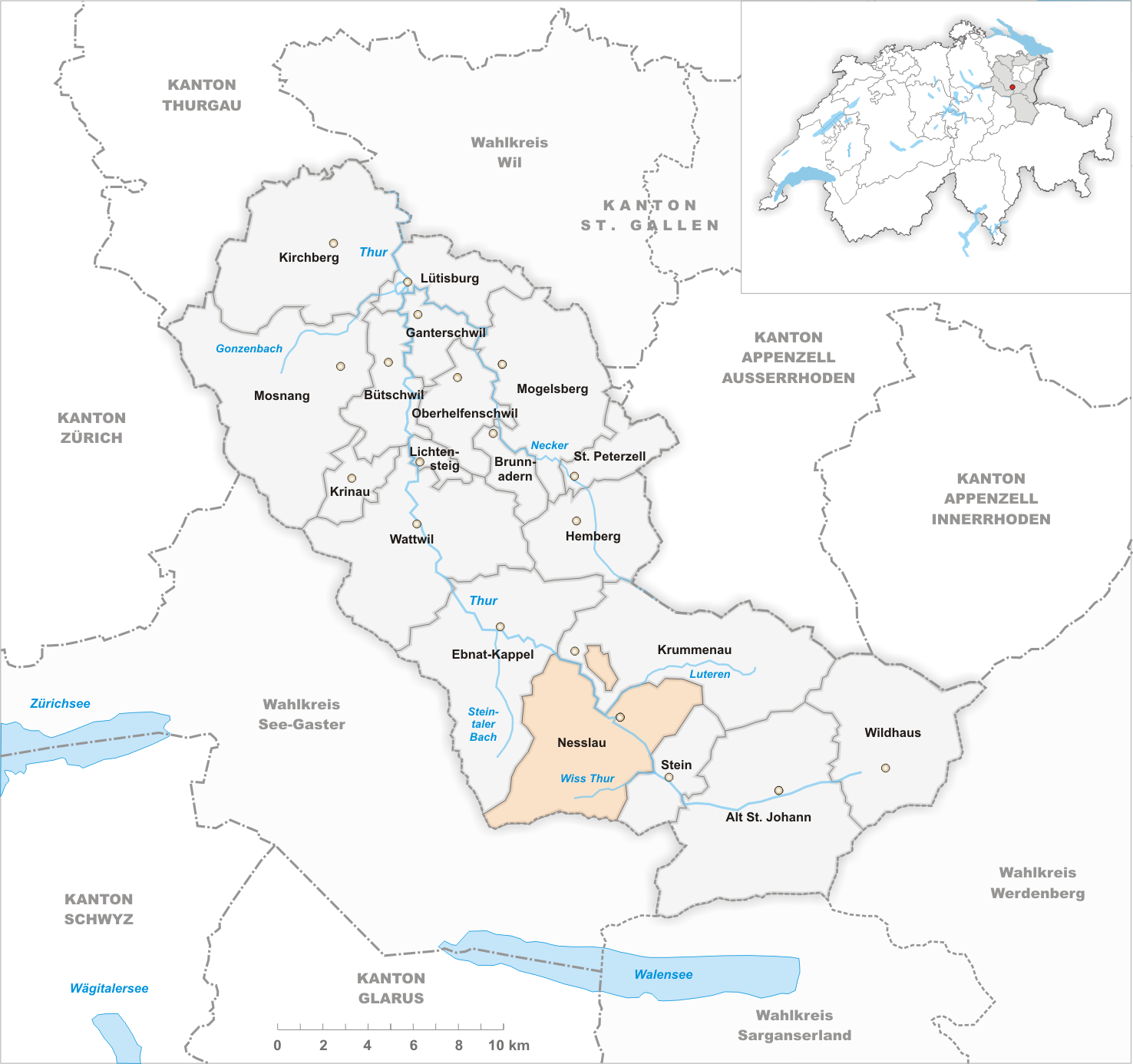
Il territorio del comune di Nesslau prima degli accorpamenti comunali del 2005

Istituito nel 1803, il 1º gennaio 2005 era stato soppresso e accorpato all'altro comune soppresso di Krummenau per formare il nuovo comune di Nesslau-Krummenau; a sua volta Nesslau-Krummenau il 1º gennaio 2013 è stato soppresso e accorpato all'altro comune soppresso di Stein per formare un nuovo comune, per il quale è stato ripristinato il nome di Nesslau.

## Geografia antropica

### Frazioni
- Krummenau
  - Aemelsberg
  - Beieregg
  - Dorf
  - Ennetbühl
  - Neu Sankt Johann
- Nesslau
  - Büel
  - Krümmenschwil
  - Laad
  - Lutenwil
  - Schlatt
  - Schneit
- Stein
  - Breitenau
  - Hinterberg
  - Mühle
  - Steinerberg
  - Stiegen